# Savièse
Savièse (toponimo francese; in tedesco Safiesch, desueto) è un comune svizzero di 7 532 abitanti del Canton Vallese, nel distretto di Sion.

## Monumenti e luoghi d'interesse

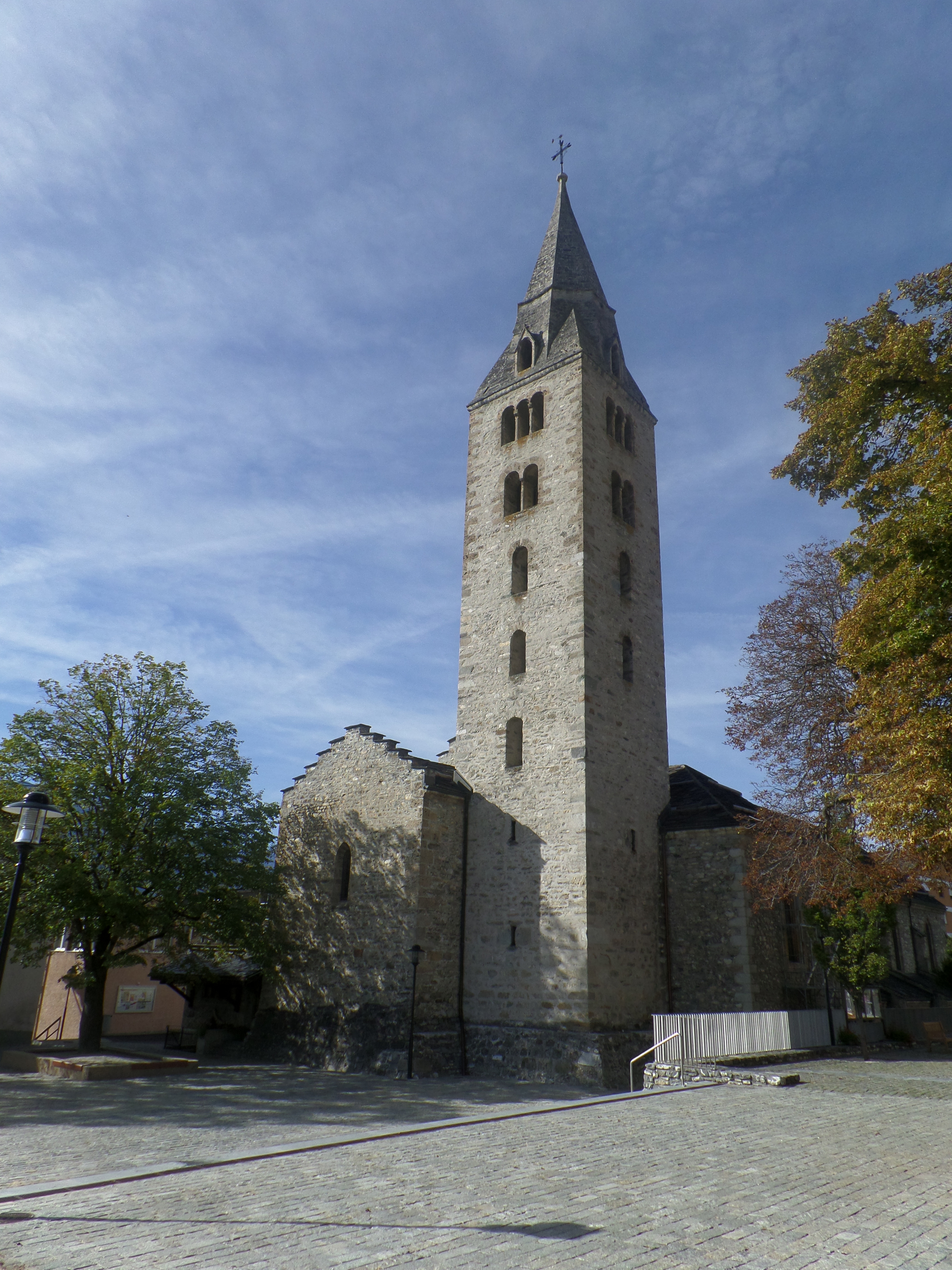
La chiesa di San Germano

- Chiesa parrocchiale cattolica di San Germano, eretta nel 1520[1].

## Società

### Evoluzione demografica
L'evoluzione demografica è riportata nella seguente tabella:
Abitanti censiti

## Geografia antropica

### Frazioni

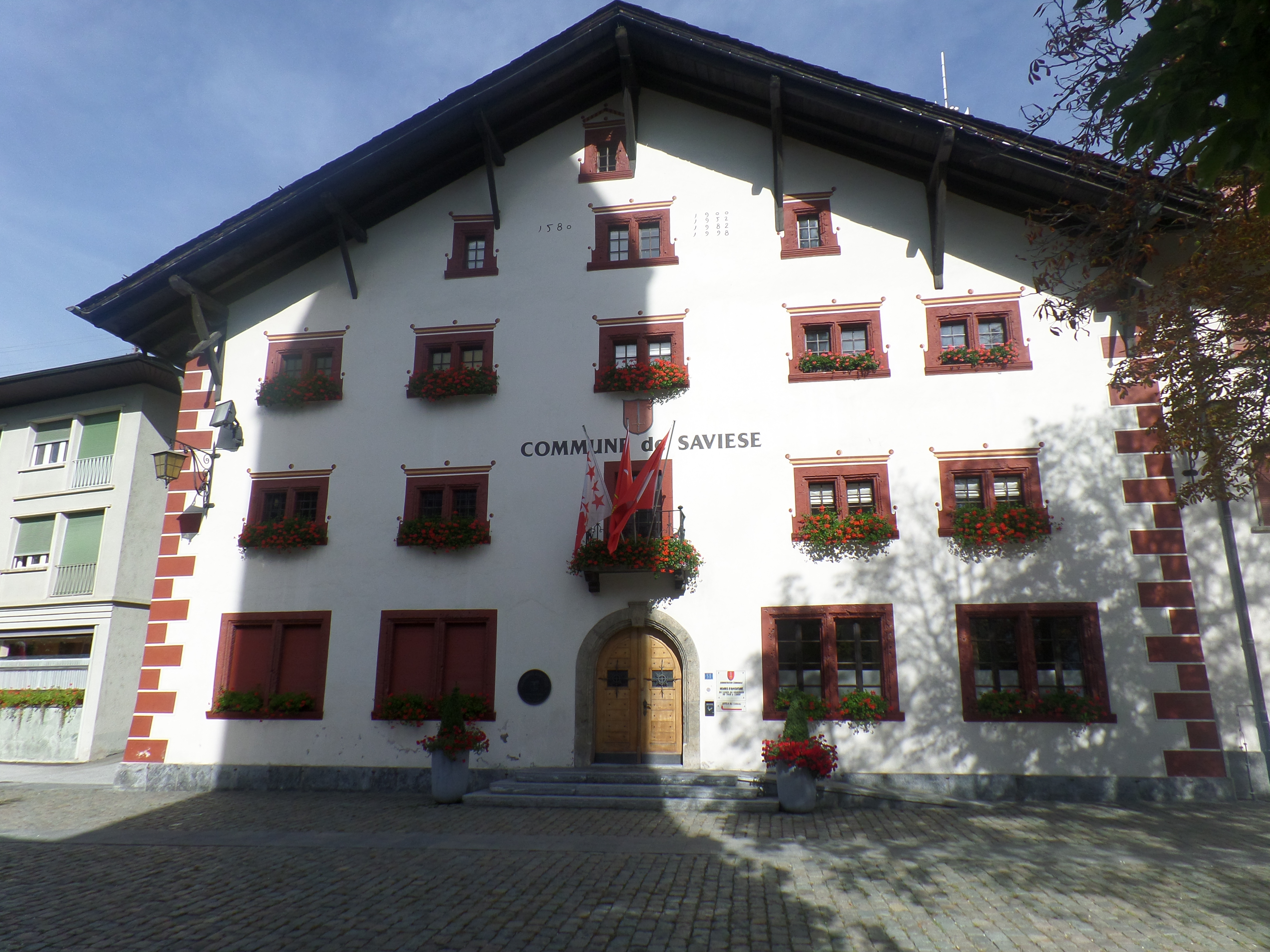
Saint-Germain, municipio

- Saint-Germain, capoluogo comunale
- Chandolin
- Drône
- Granois
- Ormone
- Roumaz

## Amministrazione
Ogni famiglia originaria del luogo fa parte del cosiddetto comune patriziale e ha la responsabilità della manutenzione di ogni bene ricadente all'interno dei confini del comune.